# Ханеман III фон Цвайбрюкен
Ханеман III (Йоханес) фон Цвайбрюкен (на немски: Hannemann (Johannes) III , Graf von Zweibrücken; * ок. 1438; † между 22 май и 31 декември 1452) от род Валрамиди е граф на Графство Цвайбрюкен.
Той е вторият син на граф Фридрих II фон Цвайбрюкен-Бич († 1474) и съпругата му рау-графиня Анна фон Салм-Нойенбаумберг († 1457), дъщеря на рау-граф Ото I фон Алт- и Нойенбаумберг, граф на Салм († 1464) и втората му съпруга Елизабет д' Аргенто († сл. 1464). Внук е на граф Ханеман II фон Цвайбрюкен-Бич († ок. 1418) и Имагина фон Йотинген († 1450).
Брат е на Симон VII Векер († 22 юли 1499), граф на Цвайбрюкен-Бич (1474 – 1499), Фридрих III фон Цвайбрюкен-Бич-Лихтенберг († 1500), граф на Цвайбрюкен-Бич, господар на Питинген, Валрам фон Цвайбрюкен-Лихтенберг († сл. 1496), капитулар в Трир, и Хайнрих фон Цвайбрюкен-Лихтенберг († сл. 1481), господар на Ландщул и замък Ландек.
Територията Цвайбрюкен-Бич минава през 1570 г. към Графство Ханау-Лихтенберг и 1572 г. към Херцогство Лотарингия.

## Фамилия
Ханеман III фон Цвайбрюкен е сгоден на 9 септември 1448 г. и женен на 22 май 1452 г. за Елизабет фон Зирк (* 6 март 1435; † 20 юли 1489, погребана в Мариенщат), дъщеря на Арнолд VII фон Зирк, господар на Фрауенберг, граф фон Монклер (1403 – 1443) и вилд- и Рейнграфиня Ева фон Даун († сл. 1485). Бракът е бездетен.
Вдовицата му Елизабет фон Зирк се омъжва втори път пр. 1 февруари 1453 г. за граф Герхард II фон Зайн (* 4 март 1417; † 14 януари 1493) и има с него 16 деца.